# Hajdúböszörmény
Hajdúböszörmény är en stad i provinsen Hajdú-Bihar i nordöstra Ungern. Staden har 29 962 invånare (2021), på en yta av 370,74 km².
Stadens gator är cirkulärt byggda, som Paris, detta ursprungligen för att fungera som försvar mot invasioner eller attacker från fienden. Som många mindre städer i Ungern bidrar även befolkningen inom staden till både familjens inkomst och nödvändigheter i form av jordbruksprodukter och djurhållning. På grund av detta inslag i den lokala ekonomin är höga staket och starka lukter väldigt vanliga även i stadens centrala delar.
Under 1990-talet genomlevde Hajdúböszörmény en ekonomisk kris som orsakade bred arbetslöshet. En orsak till de höga arbetslöshetsnivåerna anser många vara Järnridåns fall år 1989, och den tillvänjningsperiod ekonomin skulle behöva för att ta sig igenom en sådan ekonomisk förändring. En av de senare orsakerna till ökande arbetslöshet var nedskärningarna i det lokala kraftverket.